# 唐德剛
唐德剛（英語：Te-Kong Tong，1920年8月23日—2009年10月26日），原籍安徽省合肥市，美籍華人學者，歷史學家、傳記文學家、紅學家。唐德剛在口述歷史方面有重大貢獻，著有《李宗仁回憶錄》、《胡適口述自傳》、《顧維鈞回憶錄》等。另外還有一大貢獻是關於中國近代演變等“歷史三峽”說。

## 生平
1920年，唐德剛生於安徽省合肥縣西鄉山南館唐老圩，德剛幼時在私塾唸書，舊學邃密，十多歲即已圈點過一遍《資治通鑑》。
1936年，于安徽省舒城中学初中毕业。
1939年秋考入国立中央大学歷史學系，和黃彰健等人同學；此一時期的中大歷史系有「沙坪壩的黃金時代」之說，柳詒徵、朱希祖、繆鳳林、郭廷以、向達、沈剛伯、賀昌群、白壽彝、韓儒林等史學家皆執教於此；1943年畢業，獲學士學位。1944年在安徽學院史地系講授《西洋通史》。
1948年赴美留學，1952年獲哥倫比亞大學碩士，1959年獲史學博士，博士論文為一八四四年至一八六零年間的中美關係。后留校任教，曾講授《漢學概論》、《中國史》、《亞洲史》、《西洋文化史》等課程，並兼任哥倫比亞大學中文圖書館館長7年並參與負責口述歷史計劃的中國部分。
1972年，唐德剛受到排擠，而離開哥倫比亞大學，后受聘為紐約市立大學教授，執教於紐約市立大學系統下的市立學院近二十年，直至1991年榮休，其間曾任亞洲研究系系主任。曾任紐約文藝協會會長。
2009年10月26日，因肾衰竭卒于美国旧金山佛利蒙家中，享年89岁。
唐德剛與師郭廷以，都是中國近代史的大家，也是華裔史學家中口述史的主要推動人物。
他受柳詒徵及其他學衡前輩影響極深，认同中國文化，對美國華人史有所研究。他曾表示中國的現代化必須與傳統相結合，絕對不能完全否定中國傳統而全盤西化。
他在中國時曾在國軍內當小兵，做過中學教員。在美國長期從事歷史研究及口述歷史工作，與當時政要如顧維鈞、李宗仁、陳立夫等人多有接觸，甚至成為好友。他和當時人在紐約的胡適則為忘年之交，有師生之誼，曾著《胡適口述自傳》（1981）、《胡適雜憶》（1979）。
他曾參與發起在全球徵集一億人簽名要求日本償付戰爭賠款的運動。2002年因釣魚臺事件與楊振寧一同發表聲明，批評李登輝。

## 思想
歷史三峽觀：唐德剛有著名的歷史三峽論。他將四千多年以來的中國政治社會制度變遷分為封建、帝制和民治三大階段。其中要經歷兩大歷史三峽，也就是要經歷兩大歷史階段的轉變。“從封建轉帝制，發生於商鞅與秦皇漢武之間，歷時約三百年」 。「從帝制轉民治則發生於鴉片戰爭之後」 。並說經歷約200年，到大約西元2040年，中國歷史將會走完第二個「長江三峽」，迎來「潮平兩岸闊，風正一帆懸」的新時代。

## 評論
- 旅美學人兼中研院院士夏志清教授譽之為「唐派散文」，「應公認是當代中國別樹一幟的散文家」，有詼諧直接、氣勢極盛、妙趣橫生的特点[9]。
- 張學良說唐德剛「把錢看得太重了」[10]。
- 李敖稱唐德剛是「現代中國最活躍最優秀的歷史學家」[11]。
- 吳章銓：「唐先生的特點是直言，他熱愛中國，他經常說的是「中國很有希望」，這個很有希望不是針對某一個政權，而是對一個國家、民族的反思。他一直在說，愛國不是愛某一個人。在政治上，他不傾向於任何黨派。」

## 家庭
夫人吳昭文是中國國民黨CC派元老吳開先之女。

## 著作一覽

### 史學
- 《中美外交史百年史1784-1911》
- 《美國民權運動》
- 《中國之惑》
- 《晚清七十年》
- 《袁氏當國》
- 《毛澤東專政始末1949-1976》（於中國大陸發行時書名為《新中国三十年》）
- 《段祺瑞政權》

注：根据台湾远流出版社唐德刚作品集，《民国前十年》中的部分文章来源于《晚清七十年》《袁氏当国》（页面存档备份，存于）。

### 口述回憶錄與傳記
- 《李宗仁回憶錄》
- 《顧維鈞回憶錄》
- 《胡適口述自傳》
- 《胡適雜憶》
- 《張學良口述歷史》

### 文學作品
- 《五十年代底塵埃》（收有《梅蘭芳傳稿》）
- 《戰爭與愛情》

### 其他
- 《史學與紅學》
- 《書緣與人緣》
- 《第三種美國人》